# 弓肢小石蟹
弓肢小石蟹（学名：Tenuilapotamon inflexum）为溪蟹科小石蟹属的动物。在中国大陆，分布于贵州等地，一般生活于海拔250米的山溪上游的石块下。